# Lupaeus minutus
Lupaeus minutus är en spindeldjursart som först beskrevs av Baker och Hoffmann 1948.  Lupaeus minutus ingår i släktet Lupaeus och familjen Cunaxidae. Inga underarter finns listade i Catalogue of Life.